# دیگو سوسا (بازیکن فوتبال، زاده ۱۹۹۷)
دیگو سوسا (انگلیسی: Diego Sosa؛ زادهٔ ۲۸ ژوئیهٔ ۱۹۹۷) بازیکن فوتبال اهل آرژانتین است.
از باشگاه‌هایی که در آن بازی کرده‌است می‌توان به باشگاه فوتبال اتلتیکو تیگره اشاره کرد.